# Maria von Herbert
Maria Regina Baroness von Herbert (nacida el 6 de septiembre de 1769 en Klagenfurt; fallecida el 23 de mayo de 1803) era hermana de Franz Paul von Herbert, un patrón austriaco y fabricante de pintura con plomo blanco. Ella es conocida por sus cartas a Immanuel Kant.

## Vida
Maria "Miza" (o "Mitza") von Herbert era hija de un pionero industrial, Johann Michael Baron von Herbert y Maria Anna de soltera Fux (1749-1779). Se crio en el Herbertstöckl, la mansión de los Herbert en St. Veiter Ring en Klagenfurt, y compró el Stückler Stöckl en Klagenfurt St. Martin en marzo de 1802, un poco más de un año antes de su desaparición. Ella era miembro de un círculo de personas de Klagenfurt y alrededores de su hermano Franz Paul von Herbert. Su hermano conocía a los principales protagonistas de la vida intelectual del mundo de habla alemana. Maria von Herbert probablemente tuvo una relación con Ignaz von Dreer zu Thurnhub (1762-1842), otro miembro del círculo de Herbert. Este "amigo", como ella lo llama en sus cartas, se apartó de ella después de que ella le contó sobre una relación anterior con otro hombre. Después de eso, no pudo darle a su vida un nuevo propósito, o sentido, lo que la llevó a escribir su primera carta a Kant en 1791. Allí encontramos: "Si no hubiera leído tanto de tu obra, ciertamente me habría quitado la vida a estas alturas". Ella le pide a Kant "ayuda, consuelo o consejo para prepararla para la muerte". Kant responde en una extensa carta cuyo borrador sobrevivió. Siguieron dos cartas más de Maria von Herbert, escritas a principios de 1793 y 1794 respectivamente. Aunque Kant le anunció otra carta en su correspondencia con Karl Leonhard Reinhold en mayo de 1793, Maria von Herbert no recibió ninguna otra carta suya. El 23 de mayo de 1803, el día de su desaparición, dio un déjeuner en el Stückler Stöckl. Dejó a sus invitados con algún pretexto y, probablemente el mismo día, se quitó la vida, como anunció en las cartas que dejó a sus íntimos. Su cuerpo nunca fue encontrado. Como se dio a conocer públicamente solo en 2016 a través de una exposición en la Universidad de Klagenfurt, dejó un hijo ilegítimo.

## Correspondencia
Hasta la fecha, solo se conocen cuatro letras de Maria von Herbert, que, aunque ortográficamente débiles, como la mayoría de la escritura de mujeres en ese momento, están marcadas por el rigor filosófico y la elocuencia. Sus tres cartas a Kant plantean varias cuestiones filosóficas sobre la amistad, objetivación, la distinción kantiana entre mentir (decir algo que no es verdad) y reticencia (decir no todo lo que es verdad), y suicidio. La cuarta carta es de 1800 y está dirigida a Johann Benjamin Erhard, el amigo más cercano de su hermano. Ella le pide a Erhard que visite a su hermano, quien luego se sintió abrumado por la apatía y sufría de mala salud, o que lo llevara a Berlín con algún pretexto. Temía que se quitara la vida, lo que finalmente hizo en 1811, ocho años después de su propia muerte voluntaria.